# Lu Tong
Pour les articles homonymes, voir Lu.
Dans ce nom, le nom de famille, Lu, précède le nom personnel Tong.
Lu Tong (Sinogramme simplifié : 卢仝; chinois traditionnel : 盧仝 ; pinyin : Lú Tóng), nom de plume YuChuanZi (sinogramme 玉川子), né vers 795, mort en 835, est l'un des poètes chinois de la fin de la dynastie Tang, célèbre pour sa passion pour le thé.

## Biographie
Lu Tong est originaire de la ville de Jiyuan, dans la province du Henan en Chine. Grand amateur de thé, il rédigea de nombreux poèmes relatifs à son amour pour cette boisson, qui lui valurent le surnom de « fou du thé ». Il a aussi adressé à l'expéditeur d'un paquet de thé de qualité un « Remerciement informel à Meng JianYi pour un cadeau de thé nouveau » (走笔谢孟谏议寄新茶), texte dont la partie centrale est la plus connue, sous l'intitulé « Sept tasses de thé » (七碗茶, pinyin : qī wǎn chá),.
Le texte complet commence par la narration de la réception d'un paquet de trois cent feuilles de thé enveloppé de soie, puis la préparation du thé, détaillée par le bois qu'on coupe, l'eau qui bout, l'infusion des feuilles et des fleurs blanches. Vient ensuite la célèbre dégustation des tasses de thé.
Transcription et traduction :

一碗喉吻潤
La première tasse humecte ma gorge et mes lèvres.

二碗破孤悶
La deuxième tasse rompt ma solitude morose.

三碗搜枯腸惟有文字五千卷 La troisième tasse fouille dans mes entrailles desséchées les écrits de cinq mille rouleaux.

四碗發輕汗, 平生不平事盡向毛孔散 La quatrième tasse génère une légère transpiration qui dissipe à travers mes pores toutes les injustices de la vie.

五碗肌骨清 La cinquième tasse rend mes muscles et mes os légers.

六碗通仙靈 La sixième tasse m'emmène auprès des esprits immortels.

七碗吃不得也, 唯覺兩腋習習清風生 La septième tasse, je ne parviens à la boire ! Je sens seulement une douce brise naître sous mes aisselles.

蓬萊山﹐在何處，玉川子乘此清風欲歸去 Où que soit le mont Penglai, Yuchanzi souhaite y revenir, transporté par cette douce brise. Sur le mont, le groupe des immortels dirige ce bas monde, paysage pur et élevé à l'écart du vent et des pluies.
Le mont Penglai est dans la mythologie chinoise le lieu où les huit immortels de Liu An tiennent leur banquet. Yuchanzi est le nom de plume de l'auteur.
Après cette envolée mystique, Lu Tong termine par une réflexion sociale et compatissante, interpelant le préfet Meng JianYi sur le sort des populations montagnardes astreintes à la culture et à la récolte du thé. Cette partie est généralement ignorée des publications.
Transcription et traduction :

安得知百万亿苍生命，堕在巅崖受辛苦。
Comment connaitre le destin des populations innombrables reléguées dans les sommets et les pentes abruptes, subissant d’amères souffrances ?

便为谏议问苍生，到头还得苏息否
Alors je vous demande, JianYi, ces populations arriveront-elles un jour à se reposer ou non ?